# АЕС Оскарсгамн
АЕС Оскарсгамн (швед. Oskarshamns kärnkraftverk) — атомна електростанція у Швеції, що складається з трьох киплячих ядерних реакторів, два з яких виведені з комерційної експлуатації. 
Генерує 7% електроенергії, що споживається в Швеції. 
Розташована в комуні Оскарсгамн лена Кальмар, на узбережжі Балтійського моря, за 250 км на південь від Стокгольма.
Поблизу АЕС знаходиться сховище відпрацьованого палива Clab.
54,5% акцій належить E.ON, 45,5% - Oskarshamnsverkets Kraftgrupp (OKG).

## Історія
- Закладено в 1965 році , введено в експлуатацію 6 лютого 1972 року .
- 25 липня 2006 року через аварію на АЕС Форсмарк зупинялися два реактори Оскарсгамна, з метою контролю безпеки.
- 31 липня 2007 року через витік у системі мастила турбіни один із реакторів було зупинено.
- 21 травня 2008 року на АЕС запобігли теракту.
- 14 жовтня 2015 року компанія E.On на позачергових зборах акціонерів ухвалила рішення закрити другий блок через низькі оптові ціни на електрику у Швеції та високий податок на електроенергію АЕС.
- 17 червня 2017 року було остаточно зупинено перший блок.

## Інформація про енергоблоки
| Енергоблок   | Тип реакторів | Потужність | Потужність | Початок будівництва | Підключення до мережі | Введення в експлуатацію | Закриття   |
| Енергоблок   | Тип реакторів | чистий     | брутто     | Початок будівництва | Підключення до мережі | Введення в експлуатацію | Закриття   |
| ------------ | ------------- | ---------- | ---------- | ------------------- | --------------------- | ----------------------- | ---------- |
| Оскарсгамн-1 | BWR           | 473 МВт    | 487 МВт    | 01.08.1966          | 19.08.1971            | 06.02.1972              | 17.06.2017 |
| Оскарсгамн-2 | BWR           | 638 МВт    | 661 МВт    | 01.09.1969          | 02.10.1974            | 01.01.1975              | 14.10.2015 |
| Оскарсгамн-3 | BWR           | 1400 МВт   | 1450 МВт   | 01.05.1980          | 03.03.1985            | 15.08.1985              |            |